# Сопки (Куньинский район)
Со́пки — деревня в Куньинском районе Псковской области России. Входит в состав Куньинской волости.

## География
Расположена в 15 км к северу от райцентра Кунья и в 6 км к западу от волостного центра Шейкино, на железной дороге на участке Великие Луки — Кунья — Жижица (остановочный пункт 282 км).

## Население
| 2001 | 2002 | 2010 |
| ---- | ---- | ---- |
| 224  | ↘193 | ↘165 |

Численность населения деревни по оценке на начало 2001 года составляла 224 жителя.

## История
С января 1995 до апреля 2015 года деревня входила в состав ныне упразднённой Назимовской волости.